# Bennet Bicknell
Bennet Bicknell (* 14. November 1781 in Mansfield, Connecticut; † 15. September 1841 in Morrisville, New York) war ein US-amerikanischer Politiker. Zwischen 1837 und 1839 vertrat er den Bundesstaat New York im US-Repräsentantenhaus.

## Werdegang
Bennet Bicknell wurde während des Unabhängigkeitskrieges im Tolland County geboren. Er besuchte öffentliche Schulen. 1808 zog er nach Morrisville. Während des Britisch-Amerikanischen Krieges diente er in der Armee. Er saß 1812 in der New York State Assembly und zwischen 1814 und 1818 im Senat von New York. Zwischen 1821 und 1825 war er Clerk im Madison County. Er arbeitete dann als Redakteur für den Madison Observer. Politisch gehörte er der Demokratischen Partei an.
Bei den Kongresswahlen des Jahres 1836 für den 25. Kongress wurde Bicknell im 23. Wahlbezirk von New York in das US-Repräsentantenhaus in Washington, D.C. gewählt, wo er am 4. März 1837 die Nachfolge von William K. Fuller antrat. 1838 erlitt er bei seiner Wiederwahlkandidatur eine Niederlage und schied nach dem 3. März 1839 aus dem Kongress aus.
Er verstarb ungefähr fünf Jahre vor dem Ausbruch des Mexikanisch-Amerikanischen Krieges in Morrisville. Sein Leichnam wurde dann auf dem Morrisville Rural Cemetery beigesetzt.